# جي بي إندوستريا وأرتيجياناتو 2023
جي بي إندوستريا وأرتيجياناتو 2023 هو سباق دراجات هوائية من فئة  سباق يوم واحد، وهو الموسم الخامس والأربعين من جي بي إندوستريا وأرتيجياناتو، وأقيم في 26 مارس 2023 ضمن سباقات سلسلة سباقات الاتحاد الدولي للدراجات للمحترفين 2023.
فاز بالمركز الأول Ben Healy (cyclist) ‏، وفاز بالمركز الثاني Amanuel Ghebreigzabhier ‏، وفاز بالمركز الثالث مارك ستيوارت.

## الفرق
| فرق عالمية (4)- Astana Qazaqstan Team - EF Education-EasyPost - Trek-Segafredo - UAE Team Emirates فرق برو (7)- بنجوال باوليز ساوكس دبليو بي ‏ - بولتون إكوتيز بلاك سبوك برو سايكلنج 2023 ‏ - فريق إيولو كوميت لركوب الدراجات 2023 ‏ - Green Project-Bardiani CSF-Faizanè - Q36.5 Pro Cycling Team ‏ - Team Solution Tech–Vini Fantini ‏ - تيم نوفو نورديسك ‏ فرق قارية (7)- بلترامي تي إس أيه–مارشيول ‏ - Biesse–Carrera ‏ - كولباك-بلان 2023 ‏ - جنرال ستور بوتولي زارديني ‏ - MG.K vis Colors for Peace ‏ - Team Technipes #inEmiliaRomagna ‏ - Sam–Vitalcare–Dynatek ‏ |  |
| |  |

## المشاركون
| UAE Team Emirates UAD | UAE Team Emirates UAD     | UAE Team Emirates UAD |
| --------------------- | ------------------------- | --------------------- |
| م                     | عداء                      | مرتبة                 |
| 1                     | دييغو يليسي               | 5                     |
| 3                     | دافيد فورمولو             | 34                    |
| 4                     | مارك هيرشي                | 14                    |
| 5                     | دومين نوفاك               | لم يكمل السباق        |
| 6                     | مايكل فينك ‏               | 44                    |
| 7                     | فيليكس جروس شارتنر (طريق) | 6                     |

| Astana Qazaqstan Team AST | Astana Qazaqstan Team AST | Astana Qazaqstan Team AST |
| ------------------------- | ------------------------- | ------------------------- |
| م                         | عداء                      | مرتبة                     |
| 11                        | Yuriy Natarov ‏            | لم يكمل السباق            |
| 12                        | مانويل بوارو              | لم يكمل السباق            |
| 13                        | أنطونيو نيبالي            | 31                        |
| 14                        | Aleksandr Riabushenko ‏    | لم يكمل السباق            |
| 16                        | كريستيان سكاروني ‏         | 9                         |
| 17                        | Igor Chzhan ‏              | لم يكمل السباق            |

| EF Education-EasyPost EFE | EF Education-EasyPost EFE | EF Education-EasyPost EFE |
| ------------------------- | ------------------------- | ------------------------- |
| م                         | عداء                      | مرتبة                     |
| 21                        | جيمس شو                   | 32                        |
| 22                        | مارك بادون                | 46                        |
| 23                        | Georg Steinhauser ‏        | 10                        |
| 24                        | Ben Healy (cyclist) ‏      | 1                         |
| 25                        | Stefan de Bod ‏            | 28                        |
| 26                        | Marc Oliver Pritzen ‏      | لم يكمل السباق            |

| Trek-Segafredo TFS | Trek-Segafredo TFS       | Trek-Segafredo TFS |
| ------------------ | ------------------------ | ------------------ |
| م                  | عداء                     | مرتبة              |
| 31                 | Amanuel Ghebreigzabhier ‏ | 2                  |
| 32                 | Jacopo Mosca ‏            | لم يكمل السباق     |
| 33                 | توني قالوبا              | 8                  |
| 35                 | Mathias Vacek ‏           | لم يكمل السباق     |
| 36                 | Natnael Tesfatsion ‏      | 4                  |

| بنجوال باوليز ساوكس دبليو بي ‏ BWB | بنجوال باوليز ساوكس دبليو بي ‏ BWB | بنجوال باوليز ساوكس دبليو بي ‏ BWB |
| --------------------------------- | --------------------------------- | --------------------------------- |
| م                                 | عداء                              | مرتبة                             |
| 41                                | Dimitri Peyskens ‏                 | لم يكمل السباق                    |
| 42                                | Rémy Mertz ‏                       | 20                                |
| 43                                | ماركو تيزا                        | 7                                 |
| 44                                | فلوريس دي تير                     | لم يكمل السباق                    |
| 45                                | ألكسيس غيران                      | 16                                |
| 46                                | Lennert Teugels ‏                  | 25                                |
| 47                                | Aaron Van der Beken ‏              | لم يكمل السباق                    |

| بلاك سبوك برو سايكلنج ‏ BEB | بلاك سبوك برو سايكلنج ‏ BEB | بلاك سبوك برو سايكلنج ‏ BEB |
| -------------------------- | -------------------------- | -------------------------- |
| م                          | عداء                       | مرتبة                      |
| 51                         | Logan Currie ‏              | لم يكمل السباق             |
| 52                         | James Fouché ‏ (طريق)       | 18                         |
| 53                         | أولي جونز ‏                 | لم يكمل السباق             |
| 54                         | Josh Kench ‏                | لم يكمل السباق             |
| 55                         | Bailey O'Donnell ‏          | لم يبدأ                    |
| 56                         | James Oram ‏ (طريق)         | لم يكمل السباق             |
| 57                         | مارك ستيوارت               | 3                          |

| إيولو كوميت ‏ EOK | إيولو كوميت ‏ EOK     | إيولو كوميت ‏ EOK |
| ---------------- | -------------------- | ---------------- |
| م                | عداء                 | مرتبة            |
| 61               | Alessandro Fancellu ‏ | 42               |
| 62               | Fernando Tercero ‏    | 30               |
| 63               | Álex Martín ‏         | 43               |
| 65               | Davide Piganzoli ‏    | 38               |
| 66               | أندريا غاروسيو       | لم يكمل السباق   |
| 67               | Simone Raccani ‏      | لم يكمل السباق   |

| Green Project-Bardiani CSF-Faizanè BCF | Green Project-Bardiani CSF-Faizanè BCF | Green Project-Bardiani CSF-Faizanè BCF |
| -------------------------------------- | -------------------------------------- | -------------------------------------- |
| م                                      | عداء                                   | مرتبة                                  |
| 71                                     | Samuele Zoccarato ‏                     | 13                                     |
| 72                                     | Alessandro Tonelli ‏                    | 11                                     |
| 73                                     | Giulio Pellizzari ‏                     | 15                                     |
| 74                                     | Filippo Fiorelli ‏                      | 17                                     |
| 75                                     | Alex Tolio ‏                            | 23                                     |
| 76                                     | هنوك مولوبرهان ‏                        | 24                                     |
| 77                                     | Filippo Magli ‏                         | 33                                     |

| Q36.5 Pro Cycling Team ‏ Q36 | Q36.5 Pro Cycling Team ‏ Q36 | Q36.5 Pro Cycling Team ‏ Q36 |
| --------------------------- | --------------------------- | --------------------------- |
| م                           | عداء                        | مرتبة                       |
| 81                          | Negasi Haylu Abreha ‏        | لم يكمل السباق              |
| 82                          | جيانلوكا برامبيلا           | لم يكمل السباق              |
| 83                          | Walter Calzoni ‏             | 27                          |
| 84                          | Marcel Camprubí ‏            | 35                          |
| 85                          | Alessandro Fedeli ‏          | 12                          |
| 86                          | Cyrus Monk ‏                 | لم يكمل السباق              |
| 87                          | Antonio Puppio ‏             | لم يكمل السباق              |

| Team Solution Tech–Vini Fantini ‏ COR | Team Solution Tech–Vini Fantini ‏ COR | Team Solution Tech–Vini Fantini ‏ COR |
| ------------------------------------ | ------------------------------------ | ------------------------------------ |
| م                                    | عداء                                 | مرتبة                                |
| 91                                   | دافيد بالداكيني ‏                     | لم يكمل السباق                       |
| 92                                   | Nicolas Dalla Valle ‏                 | لم يكمل السباق                       |
| 93                                   | Alexander Konychev ‏                  | لم يكمل السباق                       |
| 94                                   | Lorenzo Quartucci ‏                   | 40                                   |
| 95                                   | Nicolás Tivani ‏                      | 45                                   |
| 96                                   | فاليريو كونتي                        | 26                                   |
| 97                                   | Alessandro Iacchi ‏                   | لم يكمل السباق                       |

| تيم نوفو نورديسك ‏ TNN | تيم نوفو نورديسك ‏ TNN              | تيم نوفو نورديسك ‏ TNN |
| --------------------- | ---------------------------------- | --------------------- |
| م                     | عداء                               | مرتبة                 |
| 101                   | Andrea Peron (cyclist, born 1988) ‏ | 19                    |
| 102                   | Umberto Poli (cyclist) ‏            | لم يكمل السباق        |
| 103                   | Declan Irvine ‏                     | لم يكمل السباق        |
| 104                   | Hamish Beadle ‏                     | لم يكمل السباق        |
| 105                   | سام براند                          | لم يكمل السباق        |
| 106                   | Matyáš Kopecký ‏                    | لم يكمل السباق        |
| 107                   | Filippo Ridolfo ‏                   | لم يكمل السباق        |

| بلترامي تي إس أيه–مارشيول ‏ BTC | بلترامي تي إس أيه–مارشيول ‏ BTC | بلترامي تي إس أيه–مارشيول ‏ BTC |
| ------------------------------ | ------------------------------ | ------------------------------ |
| م                              | عداء                           | مرتبة                          |
| 111                            | توماس بسنتي ‏                   | 29                             |
| 112                            | Matteo Freddi‏                  | لم يكمل السباق                 |
| 113                            | Andrea Biancalani‏              | لم يكمل السباق                 |
| 114                            | Nicola Rossi‏                   | لم يكمل السباق                 |
| 115                            | Ettore Loconsolo‏               | لم يكمل السباق                 |
| 116                            | Lucio Pierantozzi‏              | لم يكمل السباق                 |
| 117                            | Alex Raimondi‏                  | لم يكمل السباق                 |

| Biesse–Carrera ‏ BIE | Biesse–Carrera ‏ BIE   | Biesse–Carrera ‏ BIE |
| ------------------- | --------------------- | ------------------- |
| م                   | عداء                  | مرتبة               |
| 121                 | Riccardo Ciuccarelli ‏ | لم يكمل السباق      |
| 122                 | Giacomo Villa ‏        | 22                  |
| 123                 | Michael Belleri ‏      | 36                  |
| 124                 | Lorenzo Rinaldi‏       | لم يكمل السباق      |
| 125                 | Francesco Galimberti ‏ | لم يكمل السباق      |
| 126                 | ITA                   | 39                  |
| 127                 | Pierelis Belletta‏     | 37                  |

| جنرال ستور بوتولي زارديني ‏ GEF | جنرال ستور بوتولي زارديني ‏ GEF | جنرال ستور بوتولي زارديني ‏ GEF |
| ------------------------------ | ------------------------------ | ------------------------------ |
| م                              | عداء                           | مرتبة                          |
| 131                            | Samuele Carpene‏                | لم يكمل السباق                 |
| 132                            | Filippo D'Aiuto ‏               | لم يكمل السباق                 |
| 133                            | Carlo Francesco Favretto‏       | لم يكمل السباق                 |
| 134                            | Michele Berasi‏                 | لم يكمل السباق                 |
| 135                            | Tommaso Bergagna‏               | لم يكمل السباق                 |
| 136                            | Lorenzo Peschi‏                 | لم يكمل السباق                 |
| 137                            | Kevin Pezzo Rosola ‏            | لم يكمل السباق                 |

| MG.K vis Colors for Peace ‏ MGK | MG.K vis Colors for Peace ‏ MGK | MG.K vis Colors for Peace ‏ MGK |
| ------------------------------ | ------------------------------ | ------------------------------ |
| م                              | عداء                           | مرتبة                          |
| 141                            | Ben Granger‏                    | لم يكمل السباق                 |
| 142                            | Davide Bauce ‏                  | لم يكمل السباق                 |
| 143                            | Francesco Carollo‏              | لم يكمل السباق                 |
| 144                            | Fabio Mazzucco ‏                | لم يكمل السباق                 |
| 145                            | Davide Casini‏                  | لم يكمل السباق                 |
| 146                            | Mattia Di Felice‏               | لم يكمل السباق                 |
| 147                            | Anthoni Silenzi‏                | لم يكمل السباق                 |

| كولباك ‏ CPK | كولباك ‏ CPK      | كولباك ‏ CPK    |
| ----------- | ---------------- | -------------- |
| م           | عداء             | مرتبة          |
| 151         | Sergio Meris ‏    | 21             |
| 152         | Davide Boscaro ‏  | لم يكمل السباق |
| 153         | Ronan O'Connor‏   | لم يكمل السباق |
| 154         | Pavel Novák ‏     | لم يكمل السباق |
| 155         | Diego Bracalente‏ | 41             |

| Team Technipes #inEmiliaRomagna ‏ TER | Team Technipes #inEmiliaRomagna ‏ TER | Team Technipes #inEmiliaRomagna ‏ TER |
| ------------------------------------ | ------------------------------------ | ------------------------------------ |
| م                                    | عداء                                 | مرتبة                                |
| 161                                  | Emanuele Ansaloni ‏                   | لم يكمل السباق                       |
| 162                                  | Davide Dapporto‏                      | لم يكمل السباق                       |
| 163                                  | Romaric Forqués ‏                     | لم يكمل السباق                       |
| 164                                  | Andrea Innocenti‏                     | لم يكمل السباق                       |
| 165                                  | Alessandro Monaco ‏                   | لم يكمل السباق                       |
| 166                                  | Martin Nessler‏                       | لم يكمل السباق                       |
| 167                                  | Gabriele Petrelli‏                    | لم يكمل السباق                       |

| Sam–Vitalcare–Dynatek ‏ IWD | Sam–Vitalcare–Dynatek ‏ IWD | Sam–Vitalcare–Dynatek ‏ IWD |
| -------------------------- | -------------------------- | -------------------------- |
| م                          | عداء                       | مرتبة                      |
| 171                        | Nicola Venchiarutti ‏       | لم يكمل السباق             |
| 172                        | Christian Danilo Pase‏      | لم يكمل السباق             |
| 173                        | Samuele Mion‏               | لم يكمل السباق             |
| 174                        | Giacomo Garavaglia ‏        | لم يكمل السباق             |
| 175                        | Filippo Dignani‏            | لم يكمل السباق             |
| 176                        | Kevin Bonaldo‏              | لم يكمل السباق             |
| 177                        | Leonardo Marchiori ‏        | لم يكمل السباق             |

| UAE Team Emirates UAD | UAE Team Emirates UAD     | UAE Team Emirates UAD |
| --------------------- | ------------------------- | --------------------- |
| م                     | عداء                      | مرتبة                 |
| 1                     | دييغو يليسي               | 5                     |
| 3                     | دافيد فورمولو             | 34                    |
| 4                     | مارك هيرشي                | 14                    |
| 5                     | دومين نوفاك               | لم يكمل السباق        |
| 6                     | مايكل فينك ‏               | 44                    |
| 7                     | فيليكس جروس شارتنر (طريق) | 6                     |

| Astana Qazaqstan Team AST | Astana Qazaqstan Team AST | Astana Qazaqstan Team AST |
| ------------------------- | ------------------------- | ------------------------- |
| م                         | عداء                      | مرتبة                     |
| 11                        | Yuriy Natarov ‏            | لم يكمل السباق            |
| 12                        | مانويل بوارو              | لم يكمل السباق            |
| 13                        | أنطونيو نيبالي            | 31                        |
| 14                        | Aleksandr Riabushenko ‏    | لم يكمل السباق            |
| 16                        | كريستيان سكاروني ‏         | 9                         |
| 17                        | Igor Chzhan ‏              | لم يكمل السباق            |

| EF Education-EasyPost EFE | EF Education-EasyPost EFE | EF Education-EasyPost EFE |
| ------------------------- | ------------------------- | ------------------------- |
| م                         | عداء                      | مرتبة                     |
| 21                        | جيمس شو                   | 32                        |
| 22                        | مارك بادون                | 46                        |
| 23                        | Georg Steinhauser ‏        | 10                        |
| 24                        | Ben Healy (cyclist) ‏      | 1                         |
| 25                        | Stefan de Bod ‏            | 28                        |
| 26                        | Marc Oliver Pritzen ‏      | لم يكمل السباق            |

| Trek-Segafredo TFS | Trek-Segafredo TFS       | Trek-Segafredo TFS |
| ------------------ | ------------------------ | ------------------ |
| م                  | عداء                     | مرتبة              |
| 31                 | Amanuel Ghebreigzabhier ‏ | 2                  |
| 32                 | Jacopo Mosca ‏            | لم يكمل السباق     |
| 33                 | توني قالوبا              | 8                  |
| 35                 | Mathias Vacek ‏           | لم يكمل السباق     |
| 36                 | Natnael Tesfatsion ‏      | 4                  |

| بنجوال باوليز ساوكس دبليو بي ‏ BWB | بنجوال باوليز ساوكس دبليو بي ‏ BWB | بنجوال باوليز ساوكس دبليو بي ‏ BWB |
| --------------------------------- | --------------------------------- | --------------------------------- |
| م                                 | عداء                              | مرتبة                             |
| 41                                | Dimitri Peyskens ‏                 | لم يكمل السباق                    |
| 42                                | Rémy Mertz ‏                       | 20                                |
| 43                                | ماركو تيزا                        | 7                                 |
| 44                                | فلوريس دي تير                     | لم يكمل السباق                    |
| 45                                | ألكسيس غيران                      | 16                                |
| 46                                | Lennert Teugels ‏                  | 25                                |
| 47                                | Aaron Van der Beken ‏              | لم يكمل السباق                    |

| بلاك سبوك برو سايكلنج ‏ BEB | بلاك سبوك برو سايكلنج ‏ BEB | بلاك سبوك برو سايكلنج ‏ BEB |
| -------------------------- | -------------------------- | -------------------------- |
| م                          | عداء                       | مرتبة                      |
| 51                         | Logan Currie ‏              | لم يكمل السباق             |
| 52                         | James Fouché ‏ (طريق)       | 18                         |
| 53                         | أولي جونز ‏                 | لم يكمل السباق             |
| 54                         | Josh Kench ‏                | لم يكمل السباق             |
| 55                         | Bailey O'Donnell ‏          | لم يبدأ                    |
| 56                         | James Oram ‏ (طريق)         | لم يكمل السباق             |
| 57                         | مارك ستيوارت               | 3                          |

| إيولو كوميت ‏ EOK | إيولو كوميت ‏ EOK     | إيولو كوميت ‏ EOK |
| ---------------- | -------------------- | ---------------- |
| م                | عداء                 | مرتبة            |
| 61               | Alessandro Fancellu ‏ | 42               |
| 62               | Fernando Tercero ‏    | 30               |
| 63               | Álex Martín ‏         | 43               |
| 65               | Davide Piganzoli ‏    | 38               |
| 66               | أندريا غاروسيو       | لم يكمل السباق   |
| 67               | Simone Raccani ‏      | لم يكمل السباق   |

| Green Project-Bardiani CSF-Faizanè BCF | Green Project-Bardiani CSF-Faizanè BCF | Green Project-Bardiani CSF-Faizanè BCF |
| -------------------------------------- | -------------------------------------- | -------------------------------------- |
| م                                      | عداء                                   | مرتبة                                  |
| 71                                     | Samuele Zoccarato ‏                     | 13                                     |
| 72                                     | Alessandro Tonelli ‏                    | 11                                     |
| 73                                     | Giulio Pellizzari ‏                     | 15                                     |
| 74                                     | Filippo Fiorelli ‏                      | 17                                     |
| 75                                     | Alex Tolio ‏                            | 23                                     |
| 76                                     | هنوك مولوبرهان ‏                        | 24                                     |
| 77                                     | Filippo Magli ‏                         | 33                                     |

| Q36.5 Pro Cycling Team ‏ Q36 | Q36.5 Pro Cycling Team ‏ Q36 | Q36.5 Pro Cycling Team ‏ Q36 |
| --------------------------- | --------------------------- | --------------------------- |
| م                           | عداء                        | مرتبة                       |
| 81                          | Negasi Haylu Abreha ‏        | لم يكمل السباق              |
| 82                          | جيانلوكا برامبيلا           | لم يكمل السباق              |
| 83                          | Walter Calzoni ‏             | 27                          |
| 84                          | Marcel Camprubí ‏            | 35                          |
| 85                          | Alessandro Fedeli ‏          | 12                          |
| 86                          | Cyrus Monk ‏                 | لم يكمل السباق              |
| 87                          | Antonio Puppio ‏             | لم يكمل السباق              |

| Team Solution Tech–Vini Fantini ‏ COR | Team Solution Tech–Vini Fantini ‏ COR | Team Solution Tech–Vini Fantini ‏ COR |
| ------------------------------------ | ------------------------------------ | ------------------------------------ |
| م                                    | عداء                                 | مرتبة                                |
| 91                                   | دافيد بالداكيني ‏                     | لم يكمل السباق                       |
| 92                                   | Nicolas Dalla Valle ‏                 | لم يكمل السباق                       |
| 93                                   | Alexander Konychev ‏                  | لم يكمل السباق                       |
| 94                                   | Lorenzo Quartucci ‏                   | 40                                   |
| 95                                   | Nicolás Tivani ‏                      | 45                                   |
| 96                                   | فاليريو كونتي                        | 26                                   |
| 97                                   | Alessandro Iacchi ‏                   | لم يكمل السباق                       |

| تيم نوفو نورديسك ‏ TNN | تيم نوفو نورديسك ‏ TNN              | تيم نوفو نورديسك ‏ TNN |
| --------------------- | ---------------------------------- | --------------------- |
| م                     | عداء                               | مرتبة                 |
| 101                   | Andrea Peron (cyclist, born 1988) ‏ | 19                    |
| 102                   | Umberto Poli (cyclist) ‏            | لم يكمل السباق        |
| 103                   | Declan Irvine ‏                     | لم يكمل السباق        |
| 104                   | Hamish Beadle ‏                     | لم يكمل السباق        |
| 105                   | سام براند                          | لم يكمل السباق        |
| 106                   | Matyáš Kopecký ‏                    | لم يكمل السباق        |
| 107                   | Filippo Ridolfo ‏                   | لم يكمل السباق        |

| بلترامي تي إس أيه–مارشيول ‏ BTC | بلترامي تي إس أيه–مارشيول ‏ BTC | بلترامي تي إس أيه–مارشيول ‏ BTC |
| ------------------------------ | ------------------------------ | ------------------------------ |
| م                              | عداء                           | مرتبة                          |
| 111                            | توماس بسنتي ‏                   | 29                             |
| 112                            | Matteo Freddi‏                  | لم يكمل السباق                 |
| 113                            | Andrea Biancalani‏              | لم يكمل السباق                 |
| 114                            | Nicola Rossi‏                   | لم يكمل السباق                 |
| 115                            | Ettore Loconsolo‏               | لم يكمل السباق                 |
| 116                            | Lucio Pierantozzi‏              | لم يكمل السباق                 |
| 117                            | Alex Raimondi‏                  | لم يكمل السباق                 |

| Biesse–Carrera ‏ BIE | Biesse–Carrera ‏ BIE   | Biesse–Carrera ‏ BIE |
| ------------------- | --------------------- | ------------------- |
| م                   | عداء                  | مرتبة               |
| 121                 | Riccardo Ciuccarelli ‏ | لم يكمل السباق      |
| 122                 | Giacomo Villa ‏        | 22                  |
| 123                 | Michael Belleri ‏      | 36                  |
| 124                 | Lorenzo Rinaldi‏       | لم يكمل السباق      |
| 125                 | Francesco Galimberti ‏ | لم يكمل السباق      |
| 126                 | ITA                   | 39                  |
| 127                 | Pierelis Belletta‏     | 37                  |

| جنرال ستور بوتولي زارديني ‏ GEF | جنرال ستور بوتولي زارديني ‏ GEF | جنرال ستور بوتولي زارديني ‏ GEF |
| ------------------------------ | ------------------------------ | ------------------------------ |
| م                              | عداء                           | مرتبة                          |
| 131                            | Samuele Carpene‏                | لم يكمل السباق                 |
| 132                            | Filippo D'Aiuto ‏               | لم يكمل السباق                 |
| 133                            | Carlo Francesco Favretto‏       | لم يكمل السباق                 |
| 134                            | Michele Berasi‏                 | لم يكمل السباق                 |
| 135                            | Tommaso Bergagna‏               | لم يكمل السباق                 |
| 136                            | Lorenzo Peschi‏                 | لم يكمل السباق                 |
| 137                            | Kevin Pezzo Rosola ‏            | لم يكمل السباق                 |

| MG.K vis Colors for Peace ‏ MGK | MG.K vis Colors for Peace ‏ MGK | MG.K vis Colors for Peace ‏ MGK |
| ------------------------------ | ------------------------------ | ------------------------------ |
| م                              | عداء                           | مرتبة                          |
| 141                            | Ben Granger‏                    | لم يكمل السباق                 |
| 142                            | Davide Bauce ‏                  | لم يكمل السباق                 |
| 143                            | Francesco Carollo‏              | لم يكمل السباق                 |
| 144                            | Fabio Mazzucco ‏                | لم يكمل السباق                 |
| 145                            | Davide Casini‏                  | لم يكمل السباق                 |
| 146                            | Mattia Di Felice‏               | لم يكمل السباق                 |
| 147                            | Anthoni Silenzi‏                | لم يكمل السباق                 |

| كولباك ‏ CPK | كولباك ‏ CPK      | كولباك ‏ CPK    |
| ----------- | ---------------- | -------------- |
| م           | عداء             | مرتبة          |
| 151         | Sergio Meris ‏    | 21             |
| 152         | Davide Boscaro ‏  | لم يكمل السباق |
| 153         | Ronan O'Connor‏   | لم يكمل السباق |
| 154         | Pavel Novák ‏     | لم يكمل السباق |
| 155         | Diego Bracalente‏ | 41             |

| Team Technipes #inEmiliaRomagna ‏ TER | Team Technipes #inEmiliaRomagna ‏ TER | Team Technipes #inEmiliaRomagna ‏ TER |
| ------------------------------------ | ------------------------------------ | ------------------------------------ |
| م                                    | عداء                                 | مرتبة                                |
| 161                                  | Emanuele Ansaloni ‏                   | لم يكمل السباق                       |
| 162                                  | Davide Dapporto‏                      | لم يكمل السباق                       |
| 163                                  | Romaric Forqués ‏                     | لم يكمل السباق                       |
| 164                                  | Andrea Innocenti‏                     | لم يكمل السباق                       |
| 165                                  | Alessandro Monaco ‏                   | لم يكمل السباق                       |
| 166                                  | Martin Nessler‏                       | لم يكمل السباق                       |
| 167                                  | Gabriele Petrelli‏                    | لم يكمل السباق                       |

| Sam–Vitalcare–Dynatek ‏ IWD | Sam–Vitalcare–Dynatek ‏ IWD | Sam–Vitalcare–Dynatek ‏ IWD |
| -------------------------- | -------------------------- | -------------------------- |
| م                          | عداء                       | مرتبة                      |
| 171                        | Nicola Venchiarutti ‏       | لم يكمل السباق             |
| 172                        | Christian Danilo Pase‏      | لم يكمل السباق             |
| 173                        | Samuele Mion‏               | لم يكمل السباق             |
| 174                        | Giacomo Garavaglia ‏        | لم يكمل السباق             |
| 175                        | Filippo Dignani‏            | لم يكمل السباق             |
| 176                        | Kevin Bonaldo‏              | لم يكمل السباق             |
| 177                        | Leonardo Marchiori ‏        | لم يكمل السباق             |

## التصنيف العام النهائي
| التصنيف العام         | التصنيف العام            | التصنيف العام                 | التصنيف العام | التصنيف العام |
| العداء                | العداء                   | الفريق                        | الوقت         |               |
| --------------------- | ------------------------ | ----------------------------- | ------------- | ------------- |
| 1                     | Ben Healy (cyclist) ‏     | EF Education-EasyPost         | 4 س 33 د 09 ث |               |
| 2                     | Amanuel Ghebreigzabhier ‏ | تريك سيغافريدو                | + 27 ث        |               |
| 3                     | مارك ستيوارت             | بلاك سبوك برو سايكلنج ‏        | + 47 ث        |               |
| 4                     | Natnael Tesfatsion ‏      | تريك سيغافريدو                | + 47 ث        |               |
| 5                     | دييغو يليسي              | فريق الإمارات                 | + 47 ث        |               |
| 6                     | فيليكس جروس شارتنر       | فريق الإمارات                 | + 47 ث        |               |
| 7                     | ماركو تيزا               | بنجوال باوليز ساوكس دبليو بي ‏ | + 47 ث        |               |
| 8                     | توني قالوبا              | تريك سيغافريدو                | + 47 ث        |               |
| 9                     | كريستيان سكاروني ‏        | Astana Qazaqstan Team         | + 47 ث        |               |
| 10                    | Georg Steinhauser ‏       | EF Education-EasyPost         | + 47 ث        |               |
|                       |                          |                               |               |               |
| مصدر: ProCyclingStats |                          |                               |               |               |

## وصلات خارجية
- الموقع الرسمي
- لمحة عن سباق جي بي إندوستريا وأرتيجياناتو 2023 على موقع  ProCyclingStats   (برو  سايكلنج  ستاتس) - إحصاءات  محترفي  الدراجات.
- جي بي إندوستريا وأرتيجياناتو 2023 على موقع إحصائيات الدراجات الإحترافية (الإنجليزية)